# (Shake, Shake, Shake) Shake Your Booty
(Shake, Shake, Shake) Shake Your Booty é uma canção gravada e lançada em 1976 por KC and the Sunshine Band para o álbum Part 3. A canção se tornou atingiu o #1 na Billboard Hot 100, bem como o seu terceiro número um na parada de singles alma. A canção foi recebida com um certo grau de controvérsia, uma vez que as letras foram interpretadas por muitos como ter conotações sexuais. O b-side de Shake Your Booty foi "Boogie Shoes", que mais tarde se tornou um sucesso por conta própria quando apareceu na trilha sonora de Saturday Night Fever, em 1978. Richard Finch explicou Songfacts que esta canção foi diretamente inspirado por passos de dança que testemunharam em clubes, especialmente quando os dançarinos se soltavam e começavam a "sacudir a sua presa".

## Desempenho nas paradas musicais
| Chart                        | Peak position |
| ---------------------------- | ------------- |
| (Kent Music Report)          | 16            |
| (VRT Top 30)                 | 9             |
| (RPM) Top Singles            | 1             |
| Dutch Top 40                 | 6             |
| (Media Control) Top 100      | 23            |
| (RIANZ) Top 40               | 7             |
| (VG-lista) Top Singles       | 9             |
| UK Singles Chart             | 22            |
| US Billboard Hot 100         | 1             |
| US Billboard R&B Singles     | 1             |
| US Billboard Dance Club Play | 9             |

## Aparições em outras mídias
- Em Full House, no episódio "Slumber Party", Danny, Michelle, e Jesse dançam a música.
- A música aparece no episódio "Shake Your Booty", de Best Friends Whenever, em 2015, regravada pela boyband Forever In Your Mind.[2]